# 圣十字圣殿 (华沙)
圣十字圣殿 (波蘭語：Bazylika Świętego Krzyża）是波兰首都华沙市中心的一座天主教堂。位于克拉科夫郊区街（Krakowskie Przedmieście），正对着华沙大学主校园，是华沙最著名的巴洛克教堂之一。兴建于1682年，1757年完成。1944年被毁，后来重建、目前由遣使会神父管理。 

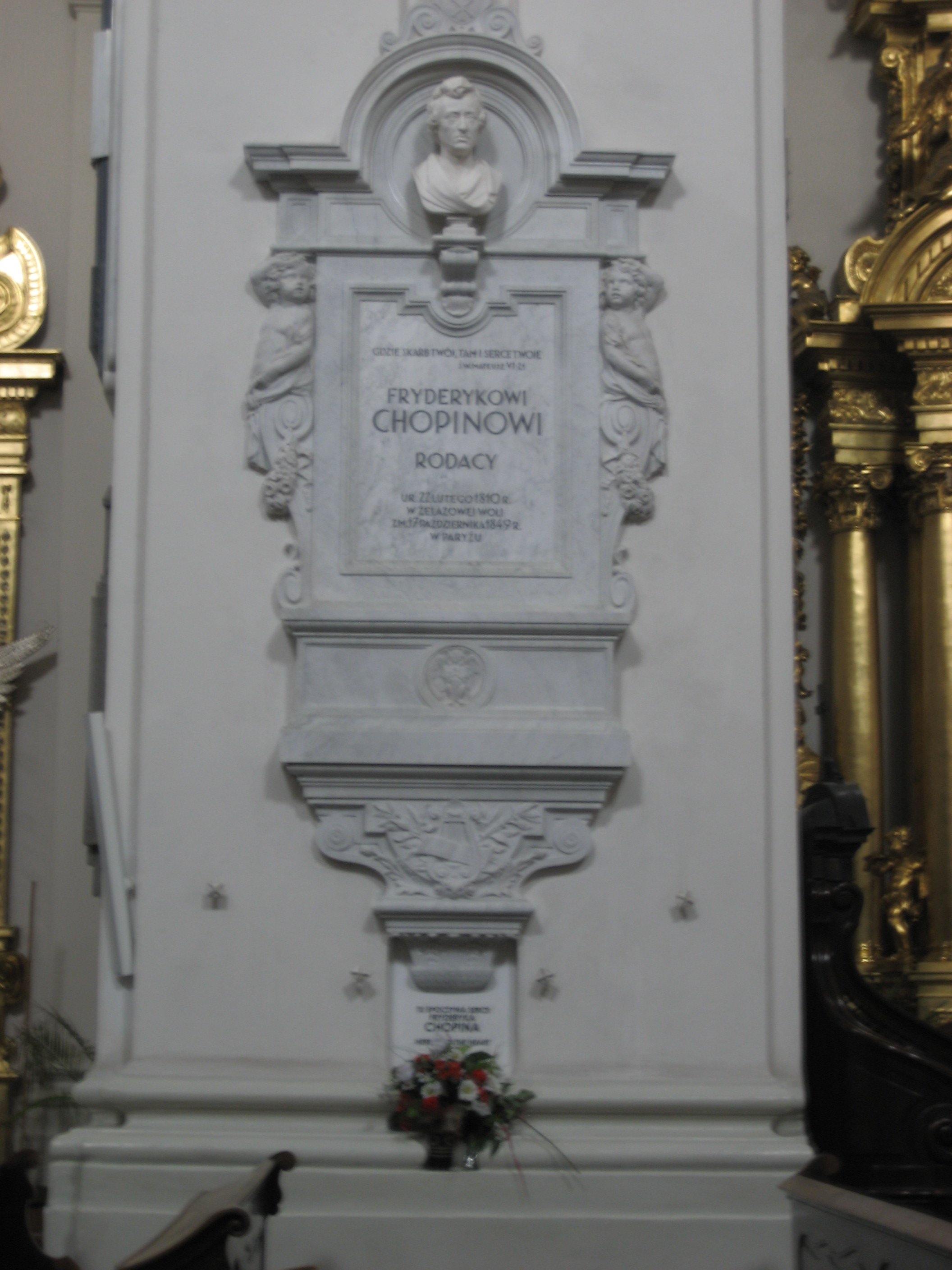
安放弗里德里克·肖邦的心脏（就在底部花束上方）的柱子